# Fauske (stacja kolejowa)
Fauske – kolejowy przystanek osobowy w Fauske, w regionie Nordland w Norwegii, jest oddalony od Trondheim o 674,23 km. Jest położony na wysokości 34,0 m n.p.m. W latach 1958–1962 był ostatnią stacją Nordlandsbanen.

## Ruch dalekobieżny
Leży na linii Nordlandsbanen. Obsługuje północną i środkową część kraju. Stacja przyjmuje dziesięć par połączeń do Rognan z czego sześć par dziennie do Mosjøen i trzy do Trondheim.

## Obsługa pasażerów
Poczekalnia, kasa biletowa, automat biletowy, parking na 30 miejsc, parking rowerowy, kawiarnia, ułatwienia dla niepełnosprawnych, schowki bagażowe, wózki bagażowe, pokój obsługi niemowląt, kiosk, kawiarnia, przystanek autobusowy, postój taksówek.